# 韋斯特雷機場
韋斯特雷機場是1座位於蘇格蘭奧克尼群島的民用機場。主要服務奧克尼群島的首府和最大的城鎮柯克沃爾及周邊地區。韋斯特雷機場有取得英國民用航空管理局頒發的民用航空許可證（證號：P539）授權奧克尼群島議會可以經營機場的客、貨運業務，但是未獲得夜間營運的許可。
奧克尼群島有條「全球最短航線」，是由洛根航空營運往來帕帕韋斯特雷機場和韋斯特雷機場的航線，該段航程僅2.8 km（1.7 mi），由停機坪滑出、滾行、起飛到降落整個過程一般可以在2分鐘完成，平均需要80秒，順風時更只要53秒。
而該機場的01/19跑道全長291公尺，扣除可用著陸距離後僅有234公尺，堪稱為全球最短的商用跑道。

## 航空公司與目的地
| 航空公司 | 目的地                 |
| -------- | ---------------------- |
| 洛根航空 | 柯克沃爾、帕帕韋斯特雷 |

## 註解
1. ↑  .   [2020-09-21]. （原始内容存档于2012-03-27）.
2. ↑  . terms.naer.edu.tw.   [2022-07-29].
3. ↑   (PDF). Civil Aviation Authority.   [2018-10-24]. （原始内容存档 (PDF)于2009-03-27） （英语）.
4. ↑  . TVBS新聞網. 2018-10-20 （中文（臺灣））.[永久]
5. ↑  . Westray & Papa Westray Tourist Association.   [2018-10-24]. （原始内容存档于2018-10-24） （英语）.
6. ↑   (PDF).   [2018-10-24]. （原始内容存档 (PDF)于2019-11-13） （英语）.

## 外部連結
- Overview of Westray Airport （页面存档备份，存于）